# Gabinete Kallas II
El segundo gabinete de Kaja Kallas fue gabinete titular de Estonia hasta el 17 de abril de 2023.

## Apoyo parlamentario
| Cámara    | Candidato   | Fecha                                                 | Voto |    |    |    |    |   | Ind. | Total  |
| --------- | ----------- | ----------------------------------------------------- | ---- | -- | -- | -- | -- | - | ---- | ------ |
| Riigikogu | Kaja Kallas | 18 de julio de 2022 Mayoría simple requerida (51/101) | Sí   | 34 |    |    | 11 | 9 | 2    | 56/101 |
| Riigikogu | Kaja Kallas | 18 de julio de 2022 Mayoría simple requerida (51/101) | No   |    | 24 | 19 |    |   | 2    | 45/101 |
| Riigikogu | Kaja Kallas | 18 de julio de 2022 Mayoría simple requerida (51/101) | Abs. |    |    |    |    |   |      | 0/101  |

## Composición
| Partido político                                  |                                 | Partido Reformista Estonio | Partido Reformista Estonio                                 | Partido Reformista Estonio |
| Partido político                                  | Isamaa                          |                            |                                                            |                            |
| Partido político                                  | Partido Socialdemócrata Estonio |                            |                                                            |                            |
| Nombre                                            | Nombre                          | Retrato                    | Cargo                                                      | Ref.                       |
| Primera ministra                                  |                                 |                            |                                                            |                            |
| Kaja Kallas                                       |                                 |                            | Primera ministra de Estonia                                | [ 1 ]                      |
| Ministros                                         |                                 |                            |                                                            |                            |
| Ministerio de Finanzas                            |                                 |                            |                                                            |                            |
| Keit Pentus-Rosimannus                            |                                 |                            | Ministra de Finanzas                                       |                            |
| Annely Akkermann                                  |                                 |                            | Ministra de Finanzas                                       | [ 2 ]                      |
| Riina Solman                                      |                                 |                            | Ministra de Administraciones Públicas                      | [ 3 ]                      |
| Ministerio de Relaciones Exteriores               |                                 |                            |                                                            |                            |
| Urmas Reinsalu                                    |                                 |                            | Ministro de Relaciones Exteriores                          | [ 4 ]                      |
| Ministerio de Asuntos Económicos y Comunicaciones |                                 |                            |                                                            |                            |
| Riina Sikkut                                      |                                 |                            | Ministra de Asuntos Económicos e Infraestructura           | [ 5 ]                      |
| Kristjan Järvan                                   |                                 |                            | Ministro de Emprendimiento y Tecnologías de la Información | [ 6 ]                      |
| Ministerio de Justicia                            |                                 |                            |                                                            |                            |
| Lea Danilson-Järg                                 |                                 |                            | Ministra de Justicia                                       |                            |
| Ministerio de Defensa                             |                                 |                            |                                                            |                            |
| Hanno Pevkur                                      |                                 |                            | Ministro de Defensa                                        |                            |
| Ministerio de Cultura                             |                                 |                            |                                                            |                            |
| Piret Hartman                                     |                                 |                            | Ministra de Cultura                                        |                            |
| Ministerio del Interior                           |                                 |                            |                                                            |                            |
| Lauri Läänemets                                   |                                 |                            | Ministro del Interior                                      |                            |
| Ministerio de Educación e Investigación           |                                 |                            |                                                            |                            |
| Tõnis Lukas                                       |                                 |                            | Ministro de Educación e Investigación                      |                            |
| Ministerio del Medio Ambiente                     |                                 |                            |                                                            |                            |
| Madis Kallas                                      |                                 |                            | Ministro del Medio Ambiente                                |                            |
| Ministerio de Asuntos Sociales                    |                                 |                            |                                                            |                            |
| Peep Peterson                                     |                                 |                            | Ministro de Salud y Trabajo                                |                            |
| Signe Riisalo                                     |                                 |                            | Ministra de Protección Social                              | [ 7 ]                      |
| Ministerio de Asuntos Rurales                     |                                 |                            |                                                            |                            |
| Urmas Kruuse                                      |                                 |                            | Ministro de Asuntos Rurales                                |                            |